# 早川豊
早川 豊（はやかわ ゆたか、1941年7月3日 - ）は、日本の会計学者。学位は、経済学博士（北海道大学）。三重県出身。

## 来歴
- 1969年 名古屋大学大学院経済学研究科博士課程修了。
- 名城大学助手、講師、助教授。
- 1975年 北海道大学経済学部助教授。
- 1985年 北海道大学経済学部教授。
- 2002年 北海道大学経済学部退官。同名誉教授。北海学園大学大学院経営学研究科教授。
- 2007年～2010年 北海学園大学大学院経営学研究科長。
- 2012年 北海学園大学退職。同名誉教授。北海学園大学経営学部非常勤講師（-2014年）・同大学院経営学研究科非常勤講師（-2017年）。

- 2004年～2008年 北海道銀行監査役(非常勤)。

## 受賞歴
日本公認会計士協会学術賞 （1983年）

## 主著
- 『工業会計発達史(上下巻)』森山書店、1974年
- 『米国企業会計制度の研究』北海道大学図書刊行会、1982年
- 『会計情報の監査』中央経済社、1990年
- 『保守主義と時価会計』同文舘出版、2002年
- 『テキスト 新企業会計』同文舘出版、2005年
- 『新版テキスト 新企業会計』同文舘出版、2007年

## 門下生(大学研究者のみ)
- 曾我信孝   駒澤大学経済学部 元教授
- 米山祐司   北海道大学大学院経済学研究科 教授
- 吉田勝弘   旭川大学経済学部 元教授
- 山口直也   青山学院大学 教授
- 金山剛      札幌学院大学法学部 元教授
- 宮川昭義   拓殖大学商学部 教授
- 久保淳司   北海道大学大学院経済学研究科 教授
- 春日部光紀 北海道大学大学院経済学研究科 教授